# 노르셰핑시

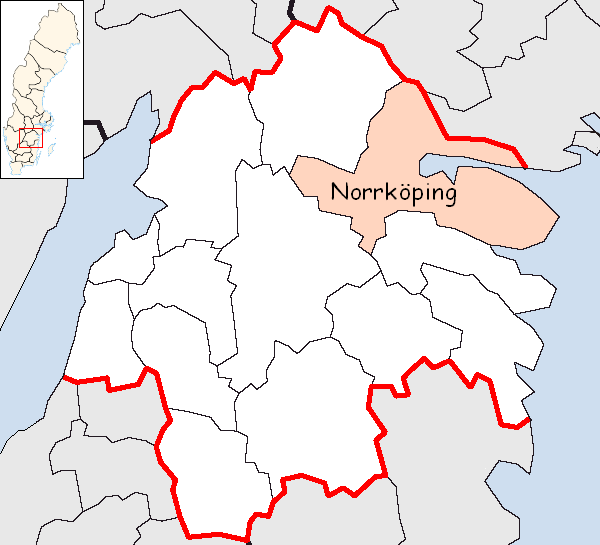
노르셰핑 시의 위치

노르셰핑시(스웨덴어: Norrköpings kommun)는 스웨덴 외스테르예틀란드주에 위치한 지방 자치체로 행정 중심지는 노르셰핑이며 면적은 2,047.58km2, 인구는 139,363명(2016년 12월 31일 기준), 인구 밀도는 68명/km2이다.

시 문장